# Roots Radicals
Roots Radicals è un singolo pubblicato dal gruppo punk rock Rancid nel 1994 per la Epitaph Records. La canzone è stata successivamente riregistrata e ripubblicata nel febbraio 1995 come primo singolo estratto all'album ...And Out Come the Wolves.

## Tracce
1. Roots Radicals – 2:52
2. I Wanna Riot – 3:10

## Formazione
- Tim Armstrong - chitarra e voce
- Lars Frederiksen - chitarra e voce
- Matt Freeman - basso e voce
- Brett Reed - batteria